# Шаяхметов, Дильмурат Болатович
Шаяхметов Дильмурат Болатович (род. Алма-Ата, 16 июля 1980) — казахстанский футболист.

## Биография
Играл за клубы «Кайрат» (Алматы) и «ФК Алма-Ата» на позициях центрального, атакующего и крайнего полузащитника. В данное время выступает за клуб «Первомайские Деликатесы» в мини футбольной лиги МЛЛФ на позиции нападающий.

## Семья
У Дильмурата есть два родных брата и сестра. Шаяхметов Бахтияр, Шаяхметов Тахир и Шаяхметова Тахмина. Дильмурат является вторым по старшинству среди них. Мать Шаяхметова Арзыгуль Норумовна, отец Шаяхметов Болат Ташмухамедович. Жена Шаяхметова Зарина Хакимжанова, дочь Шаяхметова Нейли Дильмуратовна. Женился Шика 7 сентября 2002 года. А дочь родилась 5 июля 2006 года.

## Карьера
Первым юношеским клубом стал «Спартак» дебютировал в возрасте 7 лет. А в 14 лет дебютировал в сборной Казахстана. В 18 лет подписал профессиональный контракт с футбольным клубом «Кайрат» сроком на 3 года где играл под № 8. в 2002 году после удачного выступления Дильмурату предложили новый контракт сроком на 2 года, но из за конфликта с руководством был подписан контракт сроком на 1 год. В 2003 году Шаяхметов Дильмурат в матче 14 тура Казахстанской Премьер-Лиги против команды «Кайсар», порвал связки. После этого в Германии ему была сделана операция и Дильмурату пришлось выбыть до конца сезона. В сезоне 2003—2004 «Кайрат» стал базовым клубом для сборной Казахстана. После восстановления «ФК Алма-Ата» выкупила права на футболиста, сумма трансфера не разглашается. За «Кайрат» Дильмурат провел свой лучший матч, оформив хет-рик и отдав две передачи в матче против «Кайсара» тогда «Кайрат» победила 5-0 причём игра была в ливень, но Дильмурата это не смутило. В 2005 году Шаяхметов решил закончить профессиональную карьеру, несмотря на то, что его фанаты были недовольны этим решением. Он все же покинул большой спорт.
За свою карьеру Дильмурат провел 473 матча, забил 15 голов и отдал 70 голевых передач, получил 24 жёлтых и 4 красных карточек. После завершения профессиональной карьеры Шаяхметова Дильмурата наградили почётной наградой от уйгурской диаспоры в Казахстане за то, что он стал единственным уйгуром получившим красную карточку в Лиги Чемпионов УЕФА.
В 2005 году Дильмурат дебютировал в мини-футбольной лиги МЛЛФ за действующего чемпиона «Транссистему». Где продолжал играть до 2011. За это время Шаяхметов получил множество наград. После распада команды, в мае 2011 года Дильмурат дебютировал за «Первомайские Деликатесы».

## Примечание
Основная информация была взята из выпуска журнала «Гол» за Июль 2010 года. И из личного интервью телеканалу «Хабар» в 2007 году.